# Klenspänning

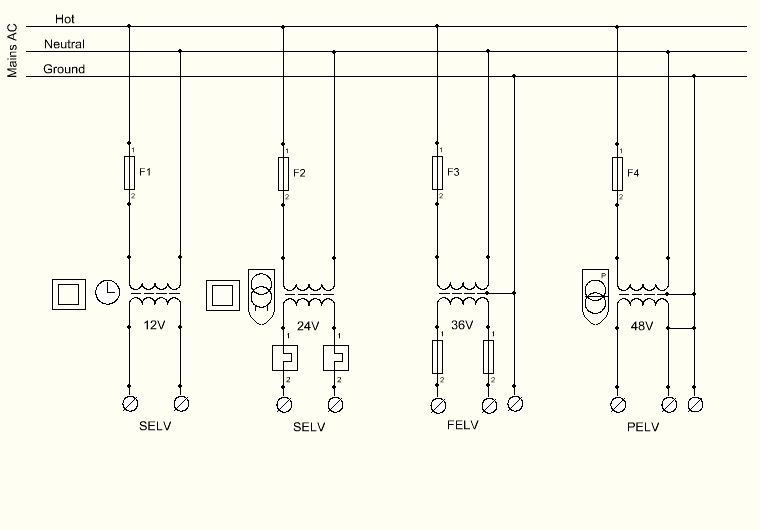
Installation för klenspänningsutrustning.

Klenspänning (av IEC benämnt som Extra Low Voltage ELV) var enligt svenska elsäkerhetsbestämmelser från 1999 en spänning inom spänningsband I, understigande 50 V AC (växelspänning) och 120 V DC (likspänning) både mellan fas och jord och mellan poler.
Senare föreskrifter nämner ej längre klenspänning, utan definierar enbart hög/lågspänning och stark/svagström.
Skyddsklenspänning ingår i de arbeten som får utföras utan auktorisation enligt Elsäkerhetsföreskrift 2017:2 3kap §1 om undantag:
```
4 Att utföra, ändra eller reparera en starkströmsanläggning som ingår i en skyddsklenspänningskrets med nominell spänning om högst 50 volt med en effekt om högst 200 voltampere och ström begränsad av säkring på högst 10 ampere eller med annat överströmskydd med motsvarande skyddsverkan.
5 Att förlägga en värmekabel eller värmefolie för skyddsklenspänning med nominell spänning om högst 50 volt. 
```

Notera att lågspänningsområdet (0 - 1500 V DC, 0 - 1000 V AC) inkluderar klenspänningsområdet, så en anläggning med klenspänning är även en lågspänningsanläggning per definition.
Klenspänning är i regel ofarlig för vuxna, torra personer som inte hanterar verktyg. Observera dock att exempelvis ett 12 volts bilbatteri, som normalt är helt ofarligt att beröra med en hand på varje batteripol, kan orsaka skada om det kortsluts, till exempel med ett verktyg av metall; helt riskfritt är det alltså inte att arbeta med klenspänning.
För klenspänning skall elmateriel av klass III ("isoleringen är tillräcklig mot samtliga spänningar och strömstyrkor som kan förväntas inom spänningsbandet") eller bättre användas.
Separation kan åstadkommas med:
- Skyddsspänningstransformator[4]
- Batteri[4]
- Motorgenerator[4]

## Skyddsklassning
Klenspänningen delas in i tre typer, beroende på hur säkra de är att använda. Spänningarna 5V, 12V, 24V och 48V har blivit defacto-standarder, även om andra kan förekomma, t.ex. i handverktyg. 

### FELV
Funktionell klenspänning (Functional Extra Low Voltage, FELV) är den grundläggande säkerhet som aldrig får underskridas. 
Skydd mot direkt beröring skall åstadkommas antingen genom
- skärmning eller kapsling, eller isolering motsvarande den provspänning som krävs för primärkretsen (den del som matas med en högre spänning än den utgående, t.ex. 240V → 5V).

Skydd mot indirekt beröring skall åstadkommas antingen genom
- anslutning av utsatta delar av FELV-kretsen till primärkretsens skyddsledare förutsatt

att skyddsåtgärd som frånkoppling eller skyddsjord är tillämpade på primärkretsen.
Detta hindrar inte att en spänningsförande ledare i FELV-kretsen ansluts till skyddsledare i primärkretsen eller
- anslutning av utsatta delar i FELV-kretsen till ojordad potentialutjämningsledare i primärkretsen om skydd genom skyddsseparation med isolertransformator eller motorgenerator tillämpas på primärkretsen.

Uttag för FELV skall vara oförväxelbara med stickproppar för andra spänningssystem. Ett exempel är mobilladdare, som har stickpropp för 240V i ena änden och 5V USB-uttag i den andra.
Exempel på FELV-kretsar är sådana som åstadkommer klenspänning med hjälp av halvledarkomponenter eller en potentiometer.

### PELV
Isolerad klenspänning Protected Extra Low Voltage (PELV) utökar skyddsnivån med beröringsskydd på utsatta delar.
Om kretsar är jordade och där SELV inte krävs skall skydd mot direkt beröring åstadkommas genom
- avskärmningar eller kapslingar som ger ett skydd lägst IP2X eller IPXXB eller
- betryggande isolering.

Skydd mot direkt beröring enligt ovan är inte nödvändigt om materielen är belägen inom potentialutjämnat område och nominella spänningen inte överstiger nedanstående värden
- i torra lokaler gäller 25 V AC eller 60 V DC för materiel om det inte kan förväntas att spänningsförande delar kommer i beröring med större del av människokroppen,
- i alla övriga fall 6 V AC eller 15 V DC.

Jordningen av kretsen kan utföras genom lämplig förbindning inom den matande strömkällan.
Ett typiskt exempel på en PELV-krets är en dator som har en nätdel av klass I.

### SELV
Vid högsta elsäkerhet skiljs kretsen även från jord, så att fel på andra enheter i nätet inte kan föras vidare, man talar då om Separerad klenspänning (SELV utläses som Separated Extra Low Voltage vid installationer, men oftast som Safety Extra Low Voltage för apparater).
Spänningsförande delar i SELV-kretsar får inte förbindas med jord eller med spänningsförande delar eller skyddsledare hörande till annan krets.
Utsatta delar i SELV-kretsar får inte avsiktligt förbindas med
- jord eller
- skyddsledare eller utsatt del i annan krets eller
- främmande ledande del, utom då elektrisk materiel genom sin konstruktion har förbindelse med sådan ledande del. I detta fall skall säkerställas att denna del inte kan anta högre nominell spänning än 50 V AC eller 120 V DC.

Om nominella spänningen är högre än 25 V AC eller 60 V DC skall skydd mot direkt beröring ges genom
- avskärmningar eller kapslingar som ger ett skydd lägst IP2X eller IPXXB (Finger (Ø 12 mm, längd 80 mm)).

eller
- betryggande isolering.[1]

## Krav på beröringsskydd
| Spänning U                 | SELV         | PELV, torrt utrymme, inga stora spänningsförande berörbara ytor | PELV i allmänhet |       |
| -------------------------- | ------------ | --------------------------------------------------------------- | ---------------- | ----- |
| ≤ 6 V AC ≤ 15 V DC         | Inget        | Inget                                                           | Inget            | [ 4 ] |
| 6 - 25 V AC 15 - 60 V DC   | Inget        | Inget                                                           | IPxxB / IP2x     | [ 4 ] |
| 25 - 50 V AC 60 - 120 V DC | IPxxB / IP2x | IPxxB / IP2x                                                    | IPxxB / IP2x     | [ 4 ] |